# Block Island (meteorito)
El meteorito Block Island fue encontrado en Marte por el Opportunity el 17 de julio de 2009. Posee unos 67 centímetros de ancho.

## Historia
Block Island fue el primero de los tres meteoritos de hierro encontrados por el robot en Meridiani Planum. Los otros fueron Shelter Island (el segundo meteorito encontrado) y Mackinac Island (el tercero encontrado).
No existen pruebas contundentes sobre cuándo Block Island pudo haber caído en Marte, aunque las condiciones atmosféricas habrían favorecido su llegada al final del período Noeico. Block Island puede estar ampliamente erosionada, o, por el contrario, las características que la cubren pueden ser debido a los regmagliptos formados por su paso a través de la atmósfera. Al contrario de lo que se afirma, Block Island no es demasiado grande para que la atmósfera marciana moderna lo produzca, aunque cuanto más densa sea la atmósfera, más eficientemente produciría meteoritos de masas parecidas a la de Block Island.